# Ливинский, Станислав Аликович
Станисла́в А́ликович Ливи́нский (род. 25 марта 1972, Ставрополь, СССР) — российский поэт.

## Биография
Родился на Северном Кавказе в Ставрополе. После окончания восьми классов средней школы поступил в техникум и обучался профессии фотографа. Служил в армии. Работал фотокорреспондентом, видеооператором и звукорежиссёром. Участвовал в Форумах молодых писателей России в мастер-классах А.Кушнера, О.Ермолаевой, С.Гандлевского и др. Стипендиат МК РФ — (поэзия — журнал «Знамя»). Лауреат Международного литературного Волошинского конкурса и литературного конкурса «Согласование времён». Публиковался в «Литературной газете», журналах «Юность», «Знамя», «Дружба Народов», «Волга», «День и ночь», «Дети Ра», «Prosōdia» и др., сборнике. Автор книги стихов «А где здесь наши?».

## Критика и отзывы
…Назову еще двух поэтов из Ставрополя: это Андрей Недавний и Станислав Ливинский. Они хорошо ориентируются в русской традиции, оглядываются на предшественников — и при этом самостоятельны и оригинальны.
— Александр Кушнер, поэт, руководитель мастер-класса..

…Дар не милости, но — жалости. К одинокой старухе. К одноклассникам-неудачникам. К солдатику, повесившемуся в бане. Даже к старшине, который «орал, как сука». Ко «всем нам», от которых останутся «пепел и примятая трава», а «дома — фотокарточка на полке». Даже к стульям и столам… Умение видеть деталь, предмет. Не в цвете (цвет почти не называется). Не в наплывах света и тени. Взгляд фотографа — человека, думающего прежде всего о портретной — и фактурной — точности.
— Евгений Абдуллаев

… Поэта всегда легче упрекнуть в простоте, чем в сложности. Ливинский симпатичен не столько своей простотой, которой он нигде не пользуется как приемом, а тем, что не боится быть даже элементарным. Хотя в его случае это как раз очень тонкая органика, не имеющая никакого отношения к одноплановости. Ливинский потому и пишет просто, что ему есть что сказать.
— Виталий Науменко

… Станислав Ливинский – поэт сдержанный и исполненный чувства собственного достоинства (хотел добавить «умеющий быть в меру уязвимым» и запнулся: уязвимость входит не столько в стиховую природу, сколько в свойства личности; слово «умеющий» же несёт оттенок искусственности. Будем считать, что это – прежде всего человеческий счастливый дар). В будущем у его стихов наверняка есть шанс расходиться на цитаты и запоминаться, а у читателей поэта – основания «любить лицо, а не искусство» (Тынянов).
— Борис Кутенков

...Лирический герой Станислава Ливинского – нежный хулиган, искренний, одновременно безутешный и задорный. И вот эта амплитуда – безутешности-задорности раскачивает каждое стихотворение на эмоциональных качелях. Точен их интонационный размах, крепко смысловое натяжение опоры, мощен ритмический поток ветра в лицо. Для Ливинского-поэта нет неважных деталей, все они создают необходимую атмосферу.
— Анастасия Ермакова

## Видео
- Вслух. Побег из столицы. Куда бежит поэт? // телеканал Культура, 2015, 28 сентября.